# Anarchismo cristiano
(N. Berdjaev, Schiavitù e libertà dell'uomo)
L'anarchismo cristiano, cristianesimo anarchico o anarco-cristianesimo è una corrente dell'anarchismo filosofico basata sull'intendere la vita cristiana tra i principi etici e organizzativo-sociali dell'anarchia. I cristiani anarchici, detti anche anarco-cristiani, affermano che ogni persona è preziosa ed uguale a tutte le altre davanti a Dio, il quale è l'unica vera e benevola autorità al di sopra degli uomini, che il diritto naturale è il pilastro fondante della libertà individuale e che non c'è posto né per governi, né per autorità civili o ecclesiastiche.
Gli anarchici cristiani combattono soprattutto contro lo Stato e contro l'idea che ci si debba sottomettere ad esso; dal momento che l'autorità statale è spesso violenta, guerrafondaia e corrotta, soprattutto quando viene glorificata, essa viene considerata idolatra dagli anarchici cristiani, perciò la denunciano e la rifiutano. Essi ritengono sostanzialmente gli insegnamenti dell'Antico e Nuovo Testamento come principi spirituali dell'anarchia, in particolare per ciò che riguarda il discorso della montagna, uno dei più celebri sermoni di Gesù Cristo, proprio per il suo carattere compassionevole e pacifista.
Si parla di anarchismo cristiano in riferimento a persone o movimenti che, nella bimillenaria storia del cristianesimo, hanno contestato radicalmente, in nome dell'autentico messaggio di pace e libertà individuale contenuto nel Vangelo, le violenze e le censure spesso operate dalle autorità, politiche, religiose ed ecclesiastiche incluse, verso il progresso della vita civile. La parte relativa al messaggio sociale dei Vangeli, arriva a fondersi, alla luce delle dottrine egualitarie del XIX secolo, quali quelle anarchiche di connotazione non violenta, con paralleli valori in esse contenuti.
Vengono frequentemente ed altresì rivisti in questa luce comportamenti tipici della vita degli apostoli, nonché aspetti sociali delle prime comunità cristiane, quali la condivisione dei beni, l'egualitarismo, il rifiuto del potere statale ed altri.

## Origini e riferimenti biblici
Jacques Ellul, teologo e studioso dell'anarchismo cristiano, racconta che alla fine del Libro dei Giudici 21,25 non c'era nessun re in Israele e che "ognuno faceva quel che gli pareva meglio". Successivamente nel Primo libro di Samuele 8 il popolo d'Israele volle che a governare fosse un re come nelle altre nazioni. Dio dichiarò che gli Israeliti, il suo popolo, lo avevano respinto come loro re. Tuttavia egli li avvertì che un re umano li avrebbe condotti al militarismo, al servizio di leva e alla tassazione, e che le loro suppliche di misericordia in opposizione alle richieste del re sarebbero rimaste senza risposta. Samuele ribadì l'avvertimento di Dio agli Israeliti ma essi continuarono a chiedere la presenza di un re umano. Saul venne scelto come re.
Gran parte dei testi successivi dell'Antico Testamento narra le vicende degli Israeliti che cercano di convivere con questa decisione piuttosto che cercare di rimediare e tornare a sottomettersi solo a Dio.
Più di qualsiasi altro passo della Bibbia, il "discorso della montagna" viene utilizzato come base per l'anarchismo cristiano. Alexandre Christoyannopoulos spiega che il sermone illustra perfettamente l'insegnamento centrale di Gesù sull'amore e sul perdono. Gli anarchici cristiani sostengono che lo Stato, fondato sulla violenza, trasgredisce il sermone, dal momento che Gesù invita i suoi interlocutori ad amare i propri nemici. 

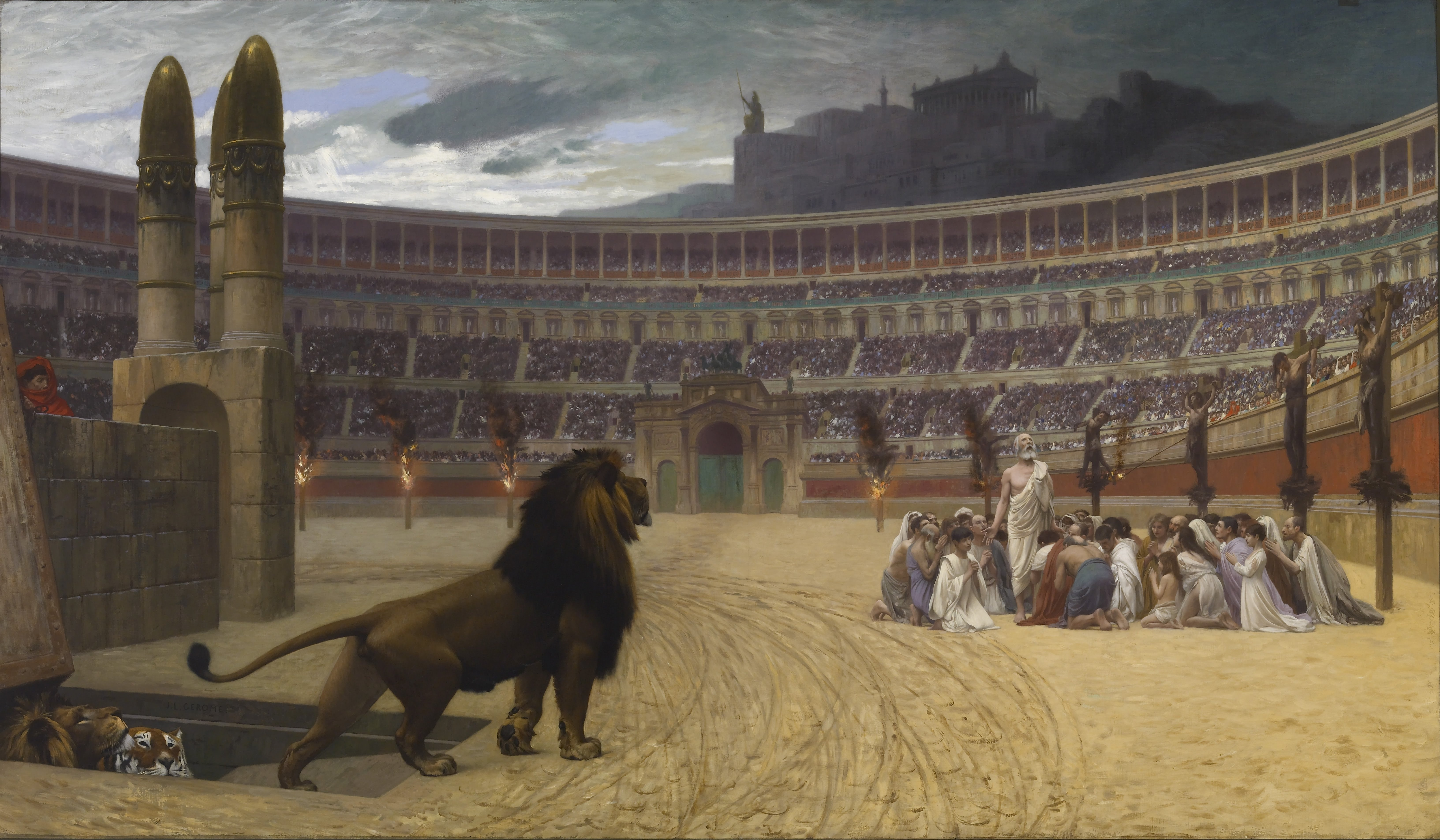
L'ultima preghiera dei martiri cristiani, dipinto di Jean-Léon Gérôme, 1863-1883, Walters Art Museum

I Vangeli raccontano della tentazione di Gesù nel deserto. Per la tentazione finale, Gesù viene trasportato sull'altura di una montagna da Satana, che gli chiede se egli sia disposto ad inchinarsi a lui ed in cambio gli saranno conferiti tutti i regni del mondo. I cristiani anarchici considerano questo avvenimento una prova del fatto che tutti i regni e i governi terreni sono in realtà governati da Satana, altrimenti egli non li offrirebbe al Messia. Gesù rifiuta con decisione e rabbia le tentazioni del demonio, scegliendo di continuare a servire solo Dio, dopodiché gli ordina infuriato di andarsene e lasciarlo in pace, il che implica che Gesù è ben consapevole della natura corruttrice del potere terreno.
Molti degli scritti dei Padri della Chiesa suggeriscono l'anarchismo come ideale per Dio. I primi cristiani si opposero infatti al primato dello Stato: "Bisogna ubbidire a Dio anziché agli uomini". (Atti 4,19, 5,29, 1 Corinzi 6,1-6); "avendo privato della loro forza i Principati e le Potestà ne ha fatto pubblico spettacolo dietro al corteo trionfale di Cristo" (Colossesi 2,15). Anche alcune prime comunità cristiane sembrano avere praticato il comunismo anarchico, ad esempio il gruppo giudeo-cristiano di Gerusalemme descritto negli Atti, i cui membri hanno condiviso i loro soldi e il loro lavoro equamente e abbastanza tra di loro. I cristiani anarchici, tra cui Keven Craig, insistono sul fatto che queste comunità erano centrate sul vero amore e cura l'uno per l'altro piuttosto che sulla liturgia. Essi sostengono anche che il motivo per cui i primi cristiani venivano perseguitati era non perché essi credevano in Gesù Cristo, ma perché si rifiutato di adorare gli idoli umani a cui i pagani attribuivano uno status divino (vedi culto imperiale). Dato che non vollero adorare l'imperatore romano, si rifiutarono anche di giurare fedeltà all'Impero.

## Precursori dell'anarchismo cristiano

Sermone Hussita, di K.F. Lessing, 1836, Alte Nationalgalerie

Durante il Medioevo si riscontrano tracce di un proto-anarchismo cristiano all'interno dei movimenti eretici cristiani come il Movimento del Libero Spirito che professava l'indipendenza dalle autorità ecclesiastiche, il movimento dei "bogomili" (Bulgaria del X secolo) che rifiutavano tutta la realtà materiale e denunciavano tutti i rappresentanti del potere mondano (denunciarono l'opulenza del clero e l'inutilità di certi riti religiosi), le beghine e i begardi (donne e uomini laici che conducevano una vita monastica e comunitaria senza fare nessun voto), l'insurrezione degli Hussiti della Boemia che si opponevano ai privilegi feudali e della Chiesa cattolica, e sono riscontrabili infine in personalità come Richard di Saint-Victor, che criticavano la monarchia e i privilegi autoritari.

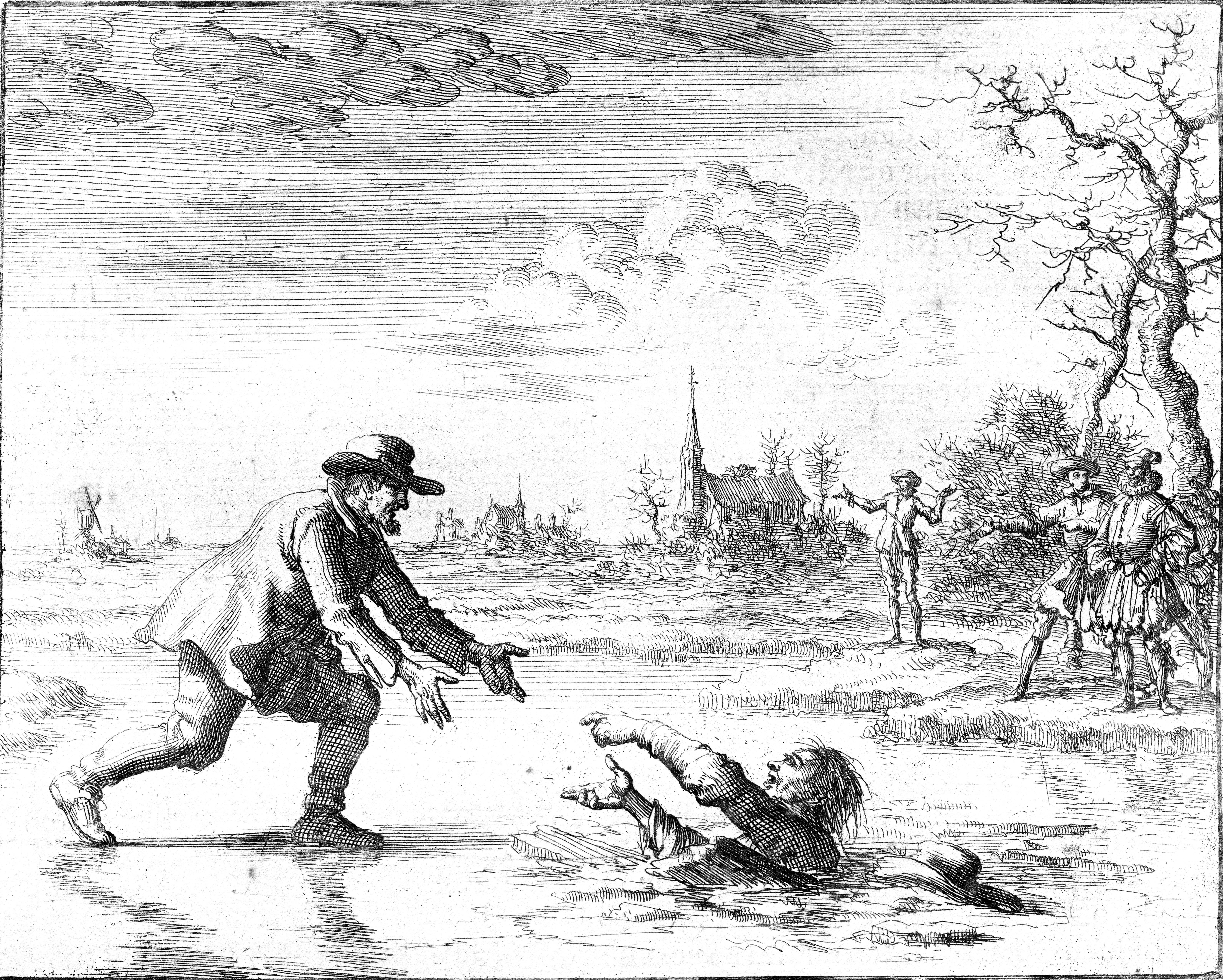
L'anabattista Dirk Willems salva il suo inseguitore dalla morte

Il Rinascimento è caratterizzato dal diffondersi di movimenti religiosi eretici fortemente ostili all'autorità ecclesiastica. Per esempio il movimento cristiano dei Fratelli in Cristo (Brüder in Christo), storicamente noto come anabattismo, fondava la propria religiosità sulla comunanza dei beni, il rifiuto dello Stato e di ogni istituzione. Nel biennio 1524-1525 gruppi di rivoltosi anabattisti, al seguito di Thomas Müntzer, presero parte alla rivolta dei contadini tedeschi, nella convinzione che andare contro i poteri costituiti avrebbe affrettato la venuta del regno di Dio. L'esperimento politico-religioso anabattista fu subito messo al bando, col consenso di Lutero e dei cattolici, dai principi tedeschi, culminando nel 1535 con una violenta repressione della frangia violenta del movimento anabattista guidata da Giovanni di Leida che aveva preso il controllo di Münster.
Anche Gerrard Winstanley, un cristiano protestante inglese appartenente al movimento dei Diggers ("zappatori"), attivo durante la guerra civile inglese, sosteneva la necessità di collettivizzare la terra, poiché questa apparteneva a tutti e nessun uomo poteva elevarsi al di sopra degli altri. Assieme ai Livellatori, costituivano i dissenzienti inglesi.
Un secolo dopo, durante la Rivoluzione francese, fu invece attivo il prete radicale Jacques Roux.

## Età moderna
Il XIX-XX secolo fu un periodo estremamente prolifico per lo sviluppo di ideali ed iniziative anarco-cristiane:

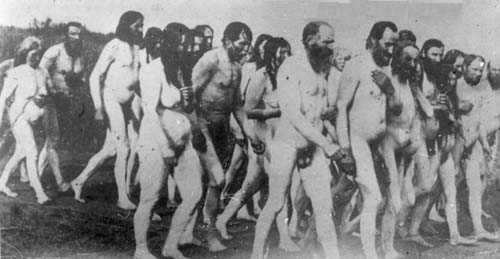
Alcuni Svobodniki marciano in segno di protesta a Langham, in Canada

- I Doukhobors (in italiano: Spiriti Combattenti) furono un movimento di protesta pacifico e nonviolento, nato nell'Impero russo e guidato da Peter Verigin, che predicava molti degli ideali dell'anarchismo cristiano. Essi infatti si opponevano alla complessità del clero ortodosso e dei suoi rituali, l'adorazione delle immagini e la ricchezza della Chiesa ortodossa russa. Nonostante la forte repressione da parte delle autorità ecclesiastiche e governative, i Doukhobors continuarono ad esistere e, per poter professare liberamente la propria visione della vita cristiana, emigrarono in massa verso il Canada. Poco dopo essere approdati nel Nuovo Mondo, i Doukhobors si divisero in tre correnti:

1. Edinolichniki (Indipendenti), nati nel 1907, abbandonarono il possesso comune della terra, rifiutando la vita comunitaria e la guida dei discendenti di Verigin per rendersi autonomi.
2. Community Doukhobors, rimasti fedeli all'ispiratore del movimento, Peter Verigin. Sono il gruppo più numeroso.
3. Svobodniki (Figli della Libertà), gruppo radicale e anarchico nato nel 1903, abbracciarono le idee di Verigin in maniera estremamente zelante. Si opposero con decisione all'obbligo imposto dal governo canadese di mandare i propri figli a scuola.

Ad oggi in Canada vivono circa 40'000 dei loro discendenti, mentre altri 5'000 risiedono negli Stati Uniti d'America.

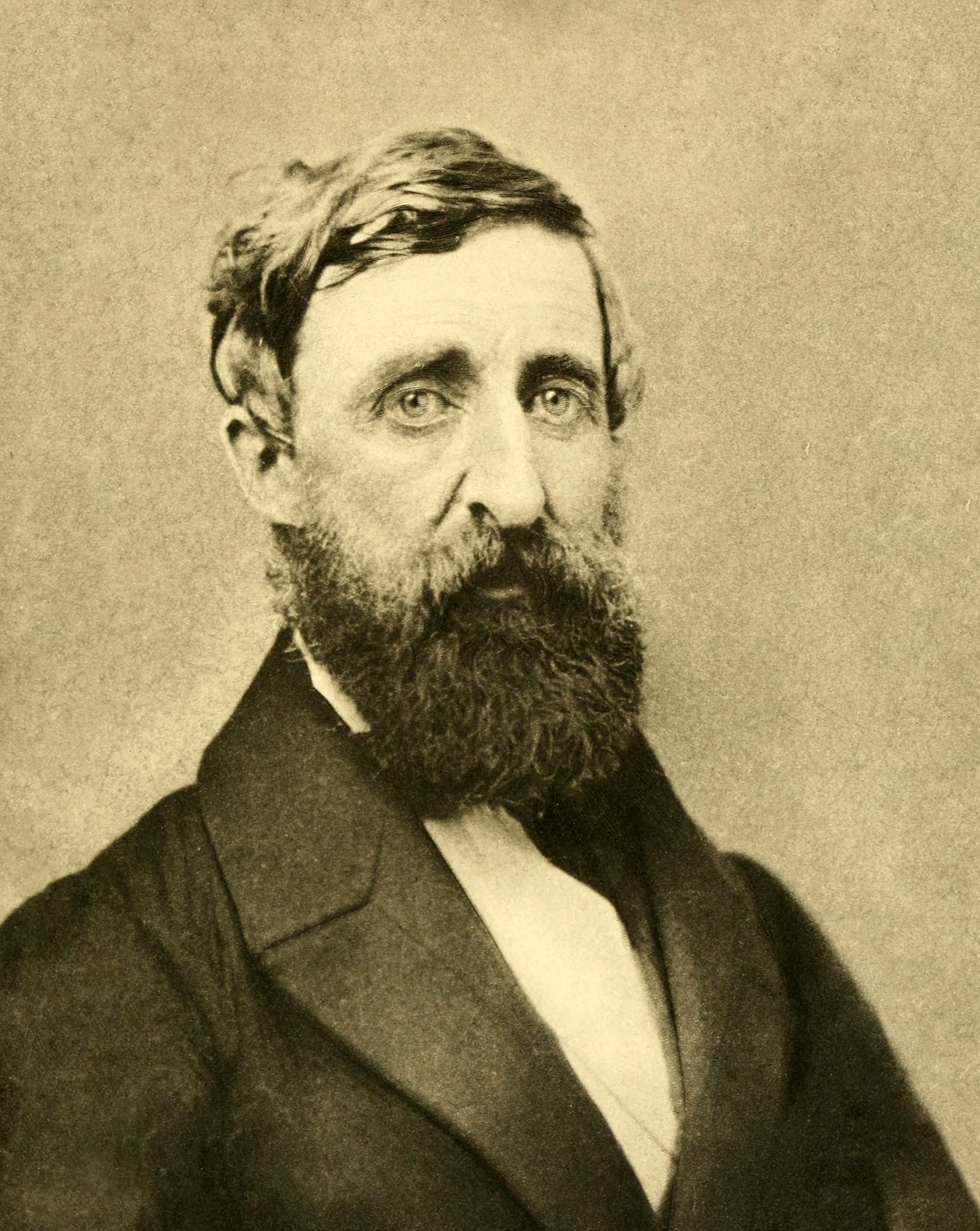
Henry David Thoreau

- Henry David Thoreau era un autore statunitense, pacifista, amante della natura, oppositore delle tasse e anarco-individualista. Era un fautore della disobbedienza civile e un abolizionista permanente. Sebbene non venga considerato un anarchico cristiano, il suo saggio Disobbedienza civile e il romanzo Walden ovvero Vita nei boschi includono molti degli ideali anarco-cristiani.
- Charles Erskine Scott Wood scrisse nel 1927 un best seller satirico, Heavenly Discourse, in cui i protagonisti, che sono Dio Padre e Gesù, ritratti come degli anarchici, combattono contro le chiese, i governi, la guerra e il capitalismo.

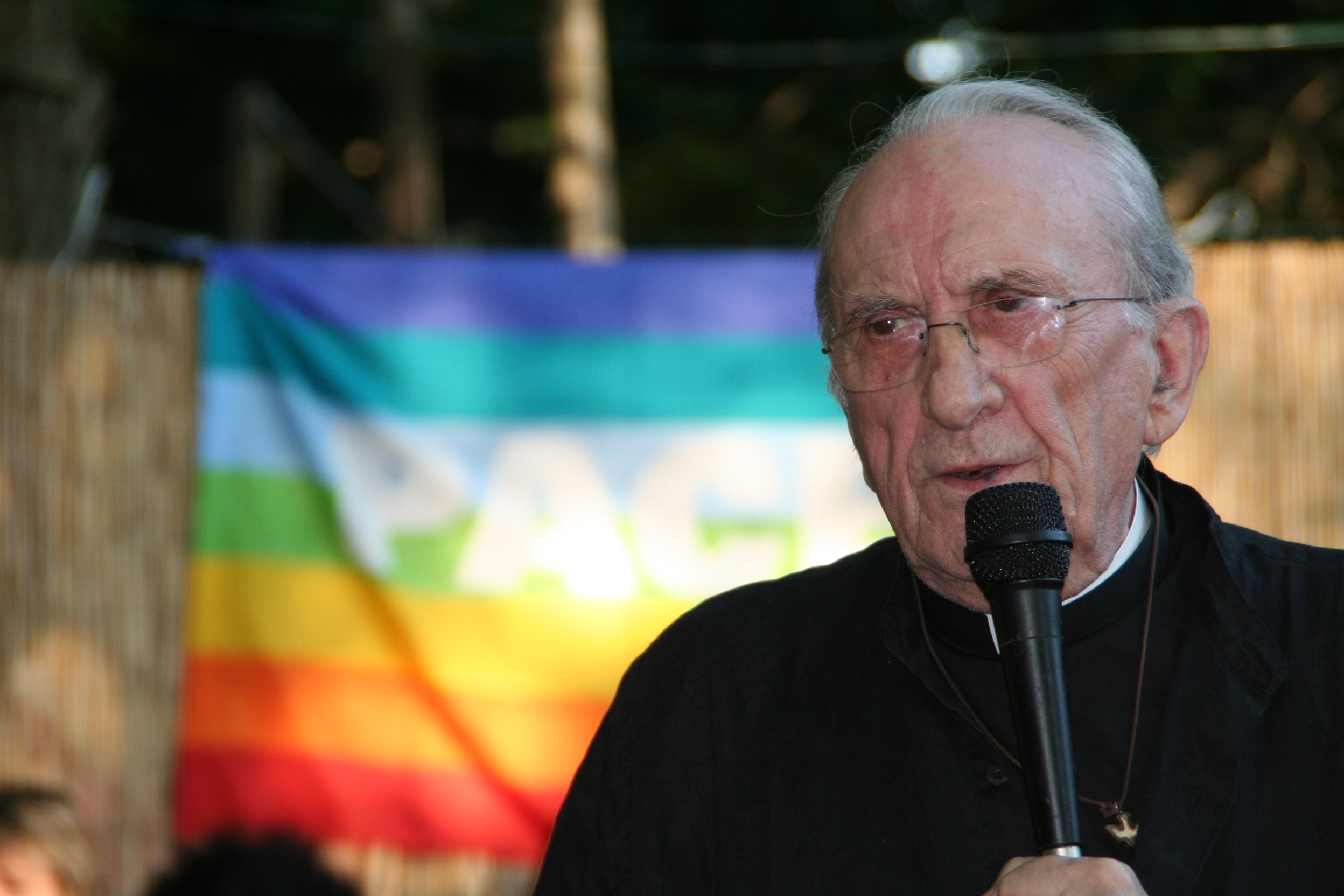
Don Gallo alla festa di Emergency a Bolano nel 2007

- Thomas J. Hagerty fu un sacerdote cattolico e sindacalista statunitense, famoso per essere stato uno dei fondatori dell'associazione Industrial Workers of the World. Divenne un ministro ordinato nel 1892 ma i suoi rapporti con la Chiesa cattolica finirono quando il suo arcivescovo lo sospese dall'incarico per aver esortato i minatori del Colorado a ribellarsi durante il suo tour tra i vari accampamenti estraenti nel 1903. Hagerty non viene considerato un anarco-cristiano dai tolstojani ma piuttosto un anarco-sindacalista. Alcuni anarco-cristiani come Dorothy Day e Ammon Hennacy furono membri dell'IWW e trovarono la causa comune con l'assioma "un'ingiuria ad uno è un'ingiuria a tutti".
- Nikolaj Aleksandrovič Berdjaev fu un filosofo cristiano ortodosso, conosciuto come "il filosofo della libertà", e noto per essere stato un esistenzialista cristiano. Nel libro Il Regno di Dio è l'anarchia, Berdjaev afferma che la libertà deriva esclusivamente da Dio, in diretta opposizione al pensiero ateo e anarchico di filosofi come Michail Bakunin, che vedevano Dio come uno schiavizzatore simbolico dell'umanità.
- Peter Maurin fu un attivista cattolico francese, cofondatore del Catholic Worker Movement insieme a Dorothy Day nel 1933. Maurin intendeva trasformare le strutture sociali in modo tale da creare delle case d'ospitalità per aiutare i bisognosi, nonché varie iniziative ruraliste e discussioni sul modello della "tavola rotonda".
- Andrea Gallo, meglio conosciuto come don Gallo, è stato un partigiano e sacerdote cattolico italiano di ideali comunisti, anarco-cristiani e pacifisti. Vissuto per scelta sempre insieme ai poveri, prolifico autore di libri sull'etica, è noto soprattutto per aver dedicato la propria vita a recuperare gli emarginati e i tossicodipendenti dal marciapiede, predicando il "Vangelo della strada".

### Anarchismo cristiano in Russia
(Lev Tolstoj, Anarchismo e non violenza)

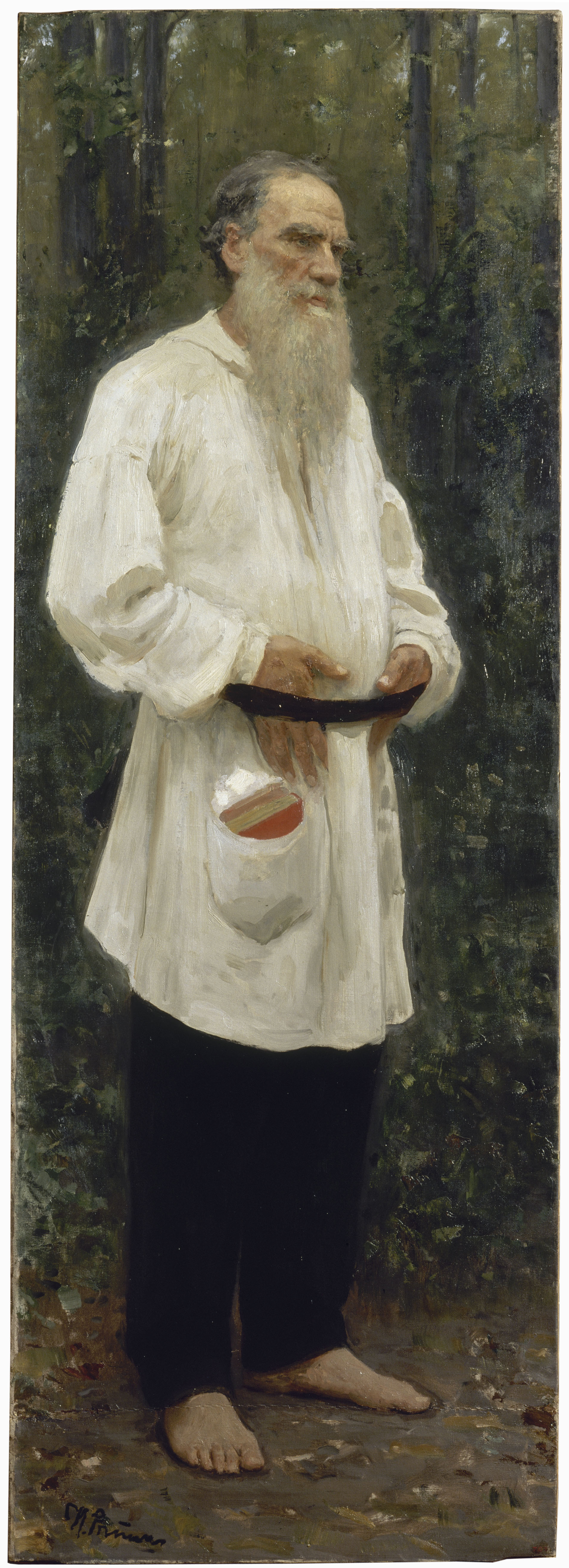
Lev Tolstoj, maggiore esponente dell'anarchismo cristiano in Russia

La corrente anarchica vera e propria denominata «anarchismo cristiano» o «anarchismo religioso» si diffuse in Russia verso la fine dell'Ottocento e faceva capo allo scrittore Lev Tolstoj.
Egli non ammise mai di essere anarchico, perché riservava questo nome a coloro che volevano trasformare la società con mezzi violenti; difatti scrisse:
(dai Diari, 24 agosto 1906)
Tuttavia Tolstoj viene considerato uno dei padri fondatori dell'anarchismo. Espose la sua dottrina in molti saggi e articoli, pubblicati svariate volte ed editi in numerose lingue; fra tutti si possono ricordare Il regno di Dio è in voi, La mia religione, La guerra e il servizio militare obbligatorio e Guerra e Rivoluzione. Nel primo di questi testi, argomentò fra l'altro:
Ma, per ogni uomo sincero del tempo nostro, non può non essere evidente che il vero cristianesimo — la dottrina della rassegnazione, del perdono, dell'amore — non può conciliarsi con lo stato, col suo dispotismo, con la sua violenza, con la sua giustizia crudele e con le sue guerre. Non solo il vero cristianesimo non permette di riconoscere lo stato, ma ne distrugge i principî stessi.»
L'anarchismo tolstoiano, come il suo cristianesimo razionale, fu il risultato di esperienze sempre maggiori, dalla militanza nell'esercito fino al contatto con i popoli primitivi del Caucaso.
In tutti i suoi romanzi ricorre il tema e il desiderio dell'universale fratellanza umana e dell'esaltazione di ogni tipo di vita del contadino, semplice ed a contatto con la natura.
Il suo anarchismo è un aspetto esterno del cristianesimo, l'assenza di conflitto fra questi due aspetti è dovuta al fatto che la sua è una fede indipendente dalla religione, infatti, fonda le sue convinzioni sul Vangelo e non sui dogmi o sul potere religioso terreno.
Tolstoj rende in questo modo la religione “umanizzata”, e continua sostenendo che il regno di Dio bisogna cercarlo non fuori di noi, ma dentro noi stessi.
Tolstoj, inoltre, concorda con l'anarchismo classico circa l'illogicità e la dannosità del potere, ma ritiene che l'unico modo per liberarsi del potere umano consiste nell'accettare la legge divina, perché solamente questa è comune a tutti gli uomini e dunque veramente universale e pacificatrice.
Perché soltanto la religione cristiana, come da lui intesa, produce la completa libertà ed uguaglianza di tutti gli uomini. Perché tutti gli uomini sanno che le leggi sono false ed ingiuste, però ubbidiscono ugualmente, quindi bisogna spingere l'uomo ad uscire da questa incoerenza e liberarsi cercando di pervenire ad un nuovo ordine retto soltanto dalla ragione.
Il suo pensiero libertario, addirittura sotto alcuni aspetti è molto più radicale di quello tradizionale, dal momento che il rifiuto di obbedire all'autorità investe ogni comando umano.
Di conseguenza la concezione anarchica tolstoiana poggia sul rifiuto della proprietà privata e dello stato.
La prima viene respinta perché è oppressiva, perché chi è proprietario predomina su chi non lo è, ed inoltre, essa si perpetua con la violenza e con la forza. Lo stato invece va respinto poiché significa violenza, e la sua esistenza, che si fonda sul concetto di potere e gerarchia, è contraddittoria nei confronti della predicazione pacifica del cristianesimo. Lo stato ostacola la libertà dell'individuo, lo inganna, lo sfrutta e soprattutto infierisce su di lui, avvalendosi delle prigioni, delle esecuzioni e del servizio militare coattivo.
In Russia, il desiderio di un ritorno al cristianesimo delle origini, antiautoritario e non-violento, portò alla nascita di numerose comunità tolstoiane e alla pubblicazione del primo manifesto dell'anarchismo mistico, redatto a Mosca dal poeta anarchico Georges Tchoulkov nel 1906.